# Весела корівка
Весела корівка (фр. La vache qui rit, із (фр.) Корова, що сміється) — французький плавлений сир, виробляється групою компаній Bel Group. Завод в департаменті Жура був заснований в 1865 році в місті Оржеле (Orgelet), потім фабрика з'явилася у місті Лон-ле-Соньє. Вважається, що сир «ла ваш кі рі» винайшов власник фабрики Леон Бель (Léon Bel), коли у нього накопичилося багато нерозпроданих залишків різних сирів. Вперше сир був випущений в 1921 році. Також це перший сир, який отримав національний патент у Франції.

## Виготовлення
Плавлений сир виготовляється із вершків, молока, свіжих і витриманих сирів, а потім пастеризується.

## Логотип
Логотип La vache qui rit і малюнок на упаковках плавлених сирків являє голову корови із сережками у вухах у вигляді круглих коробок з сиром, на яких, у свою чергу, зображення тієї ж корови з сережками і так далі (ефект Дросте).
Перше зображення логотипу було виконано самим Леоном Белем, винахідником марки і власником фабрики. Рисунок що сміється корови був зроблений за мотивами баченої ним на вантажівках для перевезення м'яса в роки Першої світової війни емблеми «La Wachkyrie», виконаної художником Бенжаменом Раб'є (назва обігрує слова «валькірія» і «vache qui rit»; також тут є перегук із назвою відомого роману Віктора Гюго «L'homme qui rit» — «Людина, що сміється»). У 1923 році на прохання Бєля Раб'є переробив логотип. На прохання дружини Бєля корові було надано жіночніший вигляд — вона стала червоного кольору, у вухах з'явилися сережки.
З роками логотип трансформувався, але основа залишається незмінною.

## Поширення у світі
У всіх країнах назву марки перекладають рідною для покупців мовою. В Україні сир продається під назвою Весела корівка, у Росії сир Весела Бурёнка. Компанія продає сир більш ніж у 90 країнах світу. Назви у різних країнах:
- The Laughing Cow в англомовних країнах
- Die lachende Kuh в німецькомовних країнах, крім Швейцарії, де сир продається під назвою La vache qui rit
- البقرة الضاحكة (Al-Baqara Ad-Dahika) в арабомовних країнах (часто також продається під французькою назвою, La Vache Qui Rit)
- Veselá kráva в Чехії
- Krówka Śmieszka в Польщі
- La vaca que ríe в іспаномовних країнах
- A vaca que ri в країнах з основною португальською мовою
- Con bò cười у В'єтнаму
- Весела корівка в Україні[5]
- Весёлая бурёнка в Росії
- Den Skrattande Kon в Швеції
- Den leende ko в Данії
- La Vache Qui rit в Бельгії
- La Vache Qui rit в Греції
- Η Αγελάδα που Γελά (I Agelada pou Yela) на Кіпрі
- La Vache Qui rit Gülen Inek в Туреччині
- La Vache Qui Rit в Канаді
- 乐芝牛 в Китаї
- 笑牛牌 в Гонконзі
- Ilay omby vavy mifaly на Мадагаскарі
- La vache qui rit у Франції
- ラフィングカウ (Rafingu Kau) в Японії, (раніше «Warau Ushi» 笑う牛)
- La Mucca che ride в Італії

### В Україні
У 2008 році сир почали виробляти на Шосткинському сирзаводі. Із 2010 року випускалося 2 види сиру: «Вершковий» і «Дружба». У 2012 році було випущено сирок з трьома новими смаками: з шинкою, із зеленню та часником, та з творожним смаком. У 2014 році додався «Томатний із прованськими травами», а у 2017 було випущено новий продукт — "Весела Корівка» «СирХрум» з хлібними паличками.

## Цікаві факти
- Німецька субмарина U-69 (1940) носила ім'я та емблему «Корова, що сміється».